# Xestia longijuxta
Xestia longijuxta là một loài bướm đêm trong họ Noctuidae.